# Fortuna SC in het seizoen 1968/69
Het seizoen 1968/1969 was het eerste jaar in het bestaan van de Sittardse betaaldvoetbalclub Fortuna SC. De club is aan het eind van vorig seizen gevormd door het fuseren van Fortuna '54 en Sittardia. De club kwam uit in de Nederlandse Eredivisie en eindigde daarin op de 18e plaats, dit hield in dat de club rechtstreeks degradeerde naar de Eerste divisie. Tevens deed de club mee aan het toernooi om de KNVB beker, hierin werd de club in de eerste ronde uitgeschakeld door De Volewijckers (0–1).

## Wedstrijdstatistieken

### Eredivisie
|       | ADO   | Ajax  | AZ '67 | DOS   | DWS   | Feijenoord | Go Ahead | GVAV  | Holland Sport | MVV   | NAC   | N.E.C. | PSV   | Sparta | Telstar | FC Twente '65 | Volendam |
| ----- | ----- | ----- | ------ | ----- | ----- | ---------- | -------- | ----- | ------------- | ----- | ----- | ------ | ----- | ------ | ------- | ------------- | -------- |
| Thuis | 0 – 0 | 0 – 1 | 3 – 0  | 1 – 3 | 0 – 0 | 0 – 0      | 1 – 1    | 0 – 0 | 0 – 0         | 0 – 0 | 0 – 0 | 1 – 1  | 1 – 3 | 0 – 2  | 3 – 0   | 1 – 4         | 1 – 1    |
| Uit   | 4 – 0 | 2 – 0 | 1 – 1  | 1 – 2 | 1 – 0 | 5 – 0      | 2 – 0    | 0 – 0 | 3 – 0         | 1 – 0 | 5 – 1 | 4 – 0  | 2 – 0 | 5 – 0  | 3 – 1   | 3 – 0         | 3 – 1    |

### KNVB beker
| 1e ronde                                            | De Volewijckers    | 1 – 0 (1 – 0) | Fortuna SC |
| 15 september 1968 Plaats: Amsterdam Buiksloterbanne | Johan Engelsma 25' |               |            |

## Statistieken Fortuna SC 1968/1969

### Eindstand Fortuna SC in de Nederlandse Eredivisie 1968 / 1969
| Stand | Gespeeld | Gewonnen | Gelijk | Verloren | Punten | Doelpunten voor | Doelpunten tegen |
| ----- | -------- | -------- | ------ | -------- | ------ | --------------- | ---------------- |
| 18e   | 34       | 3        | 12     | 19       | 18     | 18              | 61               |

### Topscorers
| #                   | Naam           | Goal |
| ------------------- | -------------- | ---- |
| 1.                  | John Fredrix   | 5    |
| 2.                  | Chris Coenen   | 3    |
| 3.                  | Pierre Kusters | 2    |
| 4.                  | Peter Benen    | 1    |
| 4.                  | Louis Dullens  | 1    |
| 4.                  | Willy Dullens  | 1    |
| 4.                  | Uwe Fischer    | 1    |
| 4.                  | John Gubbels   | 1    |
| 4.                  | Jan Wolfs      | 1    |
| Onbekend doelpunten |                |      |
| –                   | Onbekend       | 2    |
| Totaal              | Totaal         | 18   |

| #      | Naam        | Goal |
| ------ | ----------- | ---- |
| –      | Geen speler | 0    |
| Totaal | Totaal      | 0    |

## Voetnoten
ADO ·
Ajax ·
AZ '67 ·
DOS ·
DWS ·
Feijenoord ·
Fortuna SC ·
Go Ahead ·
Holland Sport ·
GVAV ·
MVV ·
NAC ·
N.E.C. ·
PSV ·
Sparta ·
Telstar ·
FC Twente '65 ·
Volendam